# Iron Maiden (álbum)
Iron Maiden é o álbum de estreia homônimo da banda de heavy metal Iron Maiden, lançado em 11 de abril de 1980 pela EMI Records no Reino Unido e pela Harvest e Capitol Records nos Estados Unidos. A versão norte-americana incluiu a canção "Sanctuary", lançada no Reino Unido como single avulso. Em 1998, Iron Maiden foi remasterizado, junto com o restante dos lançamentos da banda anteriores a 1995, e "Sanctuary" foi acrescentada ao álbum em todos os territórios. No entanto, a lista de faixas original foi reutilizada nos relançamentos em vinil de 2014, nos lançamentos digitais de 2015 e nas reedições em CD de 2018. É o único álbum da banda com participação do guitarrista Dennis Stratton.
Embora o Iron Maiden tenha criticado a qualidade da produção do álbum, o lançamento foi recebido com sucesso de crítica e comercial, chegando ao quarto lugar da parada de álbuns do Reino Unido e ajudando a banda a ganhar destaque na Europa continental. Para promover o álbum, a banda realizou as turnês Iron Maiden Tour e Metal for Muthas Tour na Europa, bem como participou de turnês ao lado de Judas Priest (British Steel Tour) e Kiss (Unmasked Tour).

## Antecedentes e gravação
O Iron Maiden foi formado em 1975 pelo baixista Steve Harris: após a entrada e saída de vários membros, no final de 1978, a formação se estabeleceu com o próprio Harris, o guitarrista Dave Murray, o baterista Doug Sampson e o vocalista Paul Di'Anno. Anteriormente, Harris enviara uma demo para o empresário Rod Smallwood, que estava interessado no grupo e se ofereceu para lançar algumas canções em um EP. O resultado foi The Soundhouse Tapes, lançado em novembro de 1979 com um tiragem de 5000 unidades. Pouco depois, Sampson deixou o grupo devido a problemas de saúde e Clive Burr entrou em seu lugar, junto com outro guitarrista, Dennis Stratton.
Em dezembro, a banda entrou nos estúdios Kingsway em Londres e fez uma primeira gravação com o produtor Guy Edwards, mas o grupo o demitiu pela insatisfação com a qualidade da produção. Outro produtor, Andy Scott, foi demitido por insistir que Harris tocasse com palhetas e não com os dedos. Finalmente, Will Malone foi escolhido para produzir o álbum. Em fevereiro de 1980, depois de apenas 13 dias, o Iron Maiden terminou as gravações. O resultado final, ainda que tenha agradado a fãs e críticos do grupo, desagradou a Harris, pela sonoridade crua das canções.

## Canções
Assim como nos álbuns posteriores do Iron Maiden, Harris foi o principal compositor. Escreveu todas as músicas com exceção de: "Charlotte the Harlot", cujo autor foi Murray; "Remember Tomorrow" e "Running Free" co-escritas por Di'Anno e Harris; e "Sanctuary", a única de autoria dos três.
"Running Free" foi publicada como single em 23 de fevereiro de 1980 e alcançou a trigésima quarta posição no UK Singles Chart. A banda interpretou a canção ao vivo no programa de TV Top of the Pops, onde foi o primeiro grupo desde o The Who (em 1972) a tocar de verdade, em vez de usar playback. Di'Anno, que escreveu a letra, a descreve como "uma canção autobiográfica, mas é claro que eu nunca passei a noite numa cadeia em Los Angeles. Trata-se de você ter 16 anos e correr solto e livre. Ela é da minha época de skinhead". De acordo com o colaborador da Classic Rock e Metal Hammer Dave Ling, "Sanctuary" foi composta pelo guitarrista Rob Angelo, membro do grupo em 1977, que recebeu 300 libras para ceder os direitos da música. A canção "Sanctuary" foi publicado em 7 de junho e chegou a posição  vinte e nove do UK Singles Chart. Sua capa trazia Eddie, mascote do grupo, que empunhava uma faca e inclinava-se sobre o corpo de Margaret Thatcher, o que gerou publicidade para o público na imprensa britânica. O gerente da banda, Rod Smallwood, utilizou o nome da música para sua gravadora.
Embora "Strange World" fora atribuída unicamente a Harris, Paul Day, vocalista original da banda entre 1975 e 1976, afirmou que também contribuiu com ela.
"Charlotte the Harlot", única composição solo de Dave Murray no Iron Maiden, é a primeira de quatro músicas dedicadas a uma prostituta fictícia chamada "Charlotte", apesar do próprio guitarrista garantir que "é baseada em uma história real". Com mais de sete minutos de duração, 
"Phantom of the Opera" é uma das faixas favoritas de Steve. Por sua vez, "Transylvania" é a única canção instrumental do disco.
"Phantom of the Opera" e "Iron Maiden" são músicas presentes em quase todas as turnês da banda, sendo que a última conta com a presença de Eddie the Head no palco. Todas as canções, com exceção de "Strange World" e a instrumental "Transylvania", já foram cantadas pelo atual vocalista Bruce Dickinson em álbuns ao vivo e coletâneas.

## Lançamento
Iron Maiden foi lançado no Reino Unido em 14 de abril de 1980 via EMI, em formato LP e cassete, e alcançou as posições #4 e #10 na UK Albums Chart e nas paradas francesas. Em março foi publicado no mercado dos EUA, desta vez pelos rótulos Harvest e Capitol. Contudo, não chegou às paradas da Billboard 200, marca alcançada nos álbuns seguintes da banda.
O álbum foi relançado em CD em 1987 pela EMI na Europa, e pela Capitol na América do Norte no ano seguinte. Em 1995, foi divulgada uma edição limitada com um segundo CD que inclui raridades e faixas ao vivo. A versão remasterizada de 1998 veio acompanhada de um catálogo do grupo. Desta vez, a Sanctuary foi a responsável pela distribuição nos Estados Unidos. Esta edição também inclui uma capa diferente da original, mas feita pelo mesmo artista; Derek Riggs. Para comemorar a turnê Maiden England World Tour, em 2012 a EMI lançou uma edição limitada dos oito primeiros trabalhos da banda em vinil colorido.

## Recepção
| Críticas profissionais | Críticas profissionais |
| Avaliações da crítica  | Avaliações da crítica  |
| Fonte                  | Avaliação              |
| ---------------------- | ---------------------- |
| allmusic               | [ 1 ]                  |
| BBC Music              | (Favorável)            |
| Record Mirror          | [ 34 ]                 |
| Sputnikmusic           | [ 35 ]                 |

Quando saiu à venda em 1980, o álbum obteve boas avaliações da crítica musical. Geoff Barton, em sua resenha para a revista Sounds, escreveu: "Heavy metal dos anos 80, com velocidade estonteante e ferocidade desenfreada que faz com que a maioria das músicas de rock pesado dos anos  60 e 70  pareçam preguiçosas e fúnebres em comparação". Malcolm Dome do Record Mirror qualificou o álbum com uma nota de cinco estrelas (5/5), comentou que "cumpre todas as expectativas" e mencionou-o como um dos melhores trabalhos da década.
Com o passar dos anos, Iron Maiden continua recebendo bons comentários da crítica. Steve Huey do Allmusic descreveu-o como "um marco" e adicionou: "Não há um trabalho melhor que o álbum de estreia do Iron Maiden para ver como o punk e o rock progressivo influenciaram a nova onda do heavy metal britânico". Huey pontuou o álbum com quatro estrelas e meia de cinco. Em sua resenha para a BBC Music, Tim Nelson elogiou o disco e escreveu: "Iron Maiden é a pura expressão do sonho de todos os fãs de metal; ruído rápido, furioso e divertido". Mike Stagno do Sputnikmusic o descreveu como "um dos discos de estreia mais importantes do mundo do heavy metal" e comentou que "contém a crueza e a agressividade que definem os primeiros anos da banda".
Após sua publicação, Iron Maiden já apareceu em várias listas dos melhores álbuns de heavy metal. Assim sendo, a revista Kerrang! qualificou-o para a posição nove dos melhores álbuns britânicos de rock. Por sua vez, os leitores do Mojo posicionaram-o entre as "cem gravações que mudaram o mundo". A revista Terrorizer incluiu-o entre os melhores álbuns da década de 1980. Em 2008 foi incluído no livro 1001 discos que você precisa ouvir antes de morrer junto a outro trabalho do grupo, The Number of the Beast. Em 2017, foi eleito o 13º melhor álbum de metal de todos os tempos pela revista Rolling Stone.

## Versões cover
As músicas do disco, em sua maior parte graças a álbuns tributo, tem sido regravadas por variados grupos e artistas dentro do gênero do heavy metal. "Prowler" foi interpretada por Black Tide no álbum tributo Maiden Heaven e pelo Blind Guardian em uma de suas primeiras demos. Por sua vez, entre as bandas que regravaram "Remember Tomorrow", encontram-se Metallica, Crowbar, Anthrax e Opeth. "Running Free"  recebeu covers dos grupos alemães Grave Digger e Iron Savior para os álbuns tributo A Tribute to the Beast e Slave to the Power, respectivamente.

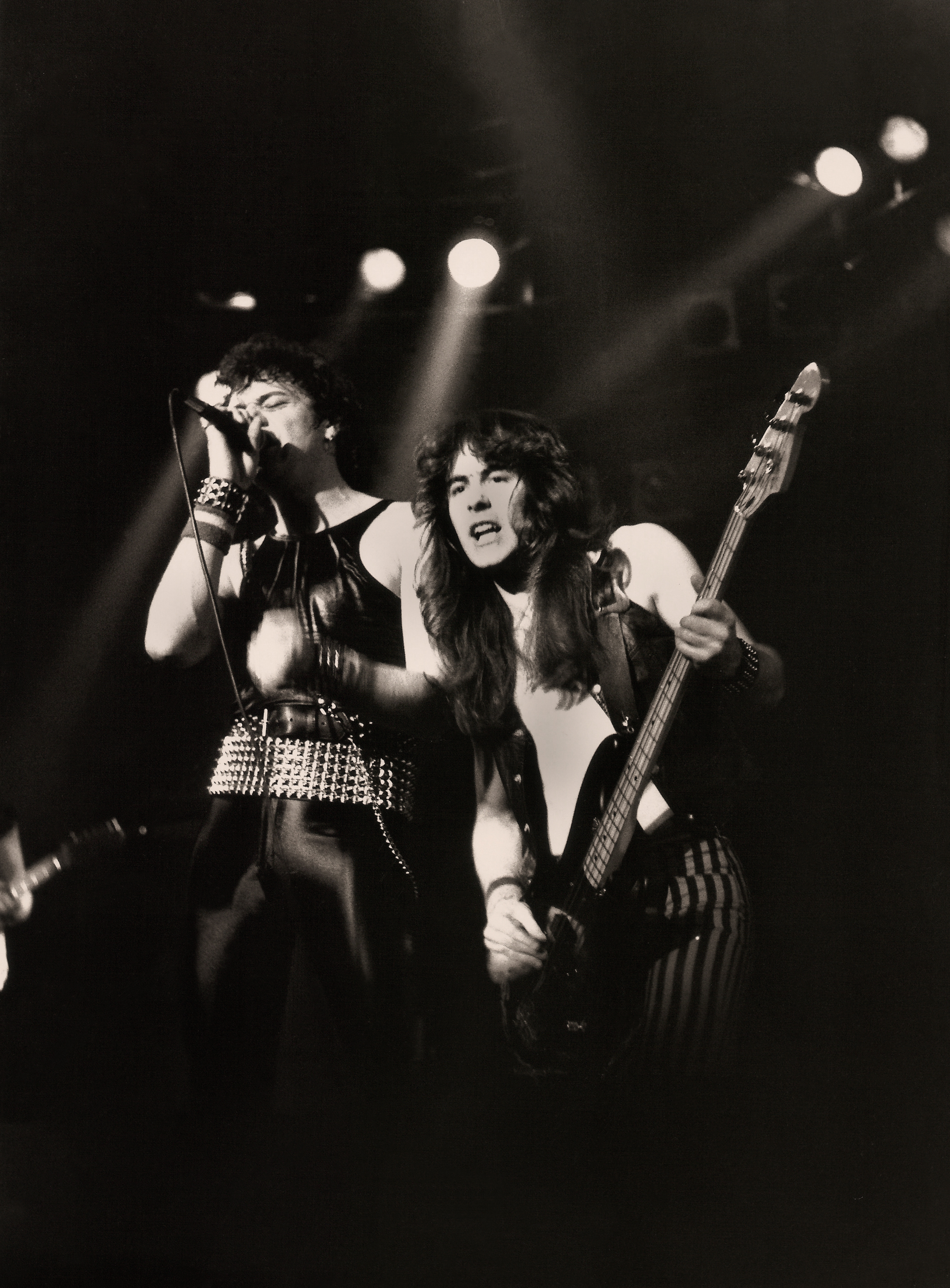
Paul Di'Anno e Steve Harris se apresentando em Manchester durante a British Steel Tour.

A faixa instrumental "Transylvania" foi interpretada por Iced Earth em seu álbum Horror Show e por Absu em sua homenagem para A Call to Irons. A canção "Strange World" ganhou cover dos espanhóis Mägo de Oz no tributo Transilvania 666 e "Charlotte the Harlot" regravada pelos também ibéricos do Lujuria, para o mesmo disco. Por outro lado, Tankard e Trivium  realizaram sua versões da faixa que encerra o LP, "Iron Maiden".

## Turnê promocional
Em 7 de março, a banda começou a turnê British Steel Tour como suporte do Judas Priest. Após realizar as atuações britânicas nesse mesmo mês, o grupo embarcou em sua própria excursão europeia para promover o álbum.
O resultado foi a Iron Maiden Tour, começando em 1 de abril de 1980 e terminando, mais de cem concertos depois, em 21 de dezembro no Rainbow Theatre de Londres. Ao fim das atuações na Grã Bretanha, a banda deslocou-se para a Bélgica para realizar o primeiro show fora de seu país de origem. Em setembro iniciaram a parte europeia da tour, na qual abriram show para os norte-americanos do Kiss, que estava promovendo o álbum Unmasked. Durante dois meses, o Iron Maiden atuou na Itália, Alemanha, França, Suíça, Países Baixos, Suécia, Dinamarca, Noruega e novamente na Bélgica. O concerto de 13 de outubro na Noruega, realizado em Drammen, foi o último com Dennis Stratton. O guitarrista foi despedido pouco depois por diferenças musicais e foi substituído pelo membro do Urchin, Adrian Smith. Sua estreia ocorreu na última parte da tour, que terminou no Rainbow Theatre em 21 de dezembro. Este show foi  gravado e divulgado em maio de 1981 em VHS sob o título Live at the Rainbow.

## Lista de faixas
Todas as faixas foram escritas por Steve Harris, exceto onde indicado.
| Iron Maiden – Edição padrão |                        |                     |         |  |
| N.º                         | Título                 | Compositor(es)      | Duração |  |
| 1.                          | "Prowler"              |                     | 3:55    |  |
| 2.                          | "Remember Tomorrow"    | Harris Paul Di'Anno | 5:27    |  |
| 3.                          | "Running Free"         | Harris Di'Anno      | 3:17    |  |
| 4.                          | "Phantom of the Opera" |                     | 7:20    |  |
| 5.                          | "Transylvania"         |                     | 4:05    |  |
| 6.                          | "Strange World"        |                     | 5:45    |  |
| 7.                          | "Charlotte the Harlot" | Dave Murray         | 4:12    |  |
| 8.                          | "Iron Maiden"          |                     | 3:35    |  |
| Duração total:              | Duração total:         | Duração total:      | 37:39   |  |

| Iron Maiden – Edição padrão norte-americana |                        |                       |         |  |
| N.º                                         | Título                 | Compositor(es)        | Duração |  |
| 7.                                          | "Sanctuary"            | Murray Di'Anno Harris | 3:14    |  |
| 8.                                          | "Charlotte the Harlot" | Murray                | 4:10    |  |
| 9.                                          | "Iron Maiden"          |                       | 3:31    |  |
| Duração total:                              | Duração total:         | Duração total:        | 40:58   |  |

| Iron Maiden – Reedição de 1995 (disco bônus) |                               |                       |         |  |
| N.º                                          | Título                        | Compositor(es)        | Duração |  |
| 1.                                           | "Sanctuary"                   | Murray Di'Anno Harris | 3:19    |  |
| 2.                                           | "Burning Ambition"            |                       | 2:42    |  |
| 3.                                           | "Drifter" (ao vivo)           |                       | 6:04    |  |
| 4.                                           | "I've Got the Fire" (ao vivo) | Ronnie Montrose       | 3:14    |  |
| Duração total:                               | Duração total:                | Duração total:        | 15:14   |  |

| Iron Maiden – Edição remasterizada de 1998 |                        |                       |         |  |
| N.º                                        | Título                 | Compositor(es)        | Duração |  |
| 1.                                         | "Prowler"              |                       | 3:54    |  |
| 2.                                         | "Sanctuary"            | Harris Murray Di'Anno | 3:19    |  |
| 3.                                         | "Remember Tomorrow"    | Harris Di'Anno        | 5:28    |  |
| 4.                                         | "Running Free"         | Harris Di'Anno        | 3:16    |  |
| 5.                                         | "Phantom of the Opera" |                       | 7:20    |  |
| 6.                                         | "Transylvania"         |                       | 4:05    |  |
| 7.                                         | "Strange World"        |                       | 5:45    |  |
| 8.                                         | "Charlotte the Harlot" | Murray                | 4:12    |  |
| 9.                                         | "Iron Maiden"          |                       | 3:35    |  |
| Duração total:                             | Duração total:         | Duração total:        | 40:46   |  |

## Créditos
| Iron Maiden - Steve Harris – baixo e vocal de apoio - Dave Murray – guitarra - Paul Di'Anno – voz - Clive Burr – bateria - Dennis Stratton – guitarra e vocal de apoio | Equipe técnica - Will Malone – produção - Martin Levan – engenheiro - Simon Heyworth – remasterização - Derek Riggs – capa - Terry Walker e Yuka Fujii – fotografia |

Fonte: Allmusic

## Performance nas paradas musicais

### Álbum
| País        | Lista de vendas              | Melhor posição | Ref    |
| ----------- | ---------------------------- | -------------- | ------ |
| Suécia      | Sverigetopplistan (1980)     | 27             | [ 55 ] |
| Reino Unido | Official Albums Chart (1980) | 4              | [ 56 ] |
| Reino Unido | Official Albums Chart (1985) | 71             | [ 57 ] |
| Suécia      | Sverigetopplistan (2009)     | 27             | [ 55 ] |
| Grécia      | IFPI Greece (2010)           | 52             | [ 58 ] |
| Suécia      | Sverigetopplistan (2012)     | 48             | [ 55 ] |
| França      | SNEP (2013)                  | 69             | [ 59 ] |

### Singles
| Single                     | Lista de vendas            | Melhor posição | Álbum            | Ref    |
| -------------------------- | -------------------------- | -------------- | ---------------- | ------ |
| "Running Free"             | UK Singles Chart (1980)    | 34             | Iron Maiden      | [ 60 ] |
| "Sanctuary"                | UK Singles Chart (1980)    | 29             | Iron Maiden      | [ 61 ] |
| "Running Free (Live)"      | Irish Singles Chart (1985) | 12             | Live After Death | [ 62 ] |
| "Running Free (Live)"      | UK Singles Chart (1985)    | 19             | Live After Death | [ 63 ] |
| "Running Free / Sanctuary" | UK Albums Chart (1990)     | 10             | —                | [ 64 ] |

## Certificações
| País                                        | Certificação | Vendidos |
| ------------------------------------------- | ------------ | -------- |
| Canadá - Music Canada                       | 2× Platina   | 200.000  |
| Alemanha - Bundesverband Musikindustrie     | Ouro         | 300.000  |
| Reino Unido - British Phonographic Industry | Platina      | 300.000  |